# Фоксуорт, Джейми
Дже́йми Монэ́ Фо́ксуорт (англ. Jaimee Monae Foxworth; род. 17 декабря 1979, Белвилл, Иллинойс, США) — американская актриса, певица и фотомодель. С 2000 года снимается в порнографических фильмах под именем Крейв.

## Ранние годы
Джейми Монэ Фоксуорт родилась 17 декабря 1979 года в Белвилле (штат Иллинойс, США).

## Карьера
Джейми начала свою карьеру модели в 1986 году в пятилетнем возрасте.
С 1989 по 1993 год она играла Джуди Уинслоу в ситкоме «Дела семейные».
Также снимается в кино и является певицей.

## Личная жизнь
С 2006 года Джейми встречается с Майклом Шоу. У пары есть сын — Майкл Дуглас Шоу-младший (род. 29.05.2009).